# Tadeus Reichstein
Tadeusz Reichstein (20.7.1897 – 1.8.1996) là một nhà hóa học người Thụy Sĩ gốc Do Thái sinh tại Ba Lan, đã đoạt giải Nobel Sinh lý và Y khoa năm 1950.

## Cuộc đời và Sự nghiệp
Reichstein sinh trong một gia đình Do Thái ở Włocławek, Vương quốc Lập hiến Ba Lan. Thời niên thiếu ông sống ở Kiev, nơi cha ông làm kỹ sư. Ông bắt đầu học ở một trường nội trú ở Jena, Đức.
Năm 1933, khi làm việc ở Zürich, Thụy Sĩ, Reichstein đã nghiên cứu thành công việc tổng hợp vitamin C (axít ascorbic) bằng phương pháp mà ngày nay gọi là quá trình Reichstein. Nghiên cứu này hoàn toàn độc lập với nhóm nghiên cứu của Sir Norman Haworth ở Vương quốc Anh.
Năm 1950, cùng với Edward Calvin Kendall và Philip Showalter Hench, ông đã đoạt giải Nobel Sinh lý và Y khoa cho công trình nghiên cứu của họ về các hormone tuyến thượng thận mà cao điểm là việc tách ra cortisone.
Reichstein từ trần ở Basel, Thụy Sĩ. Quá trình sản xuất công nghiệp chính cho việc tổng hợp nhân tạo Vitamin C vẫn còn mang tên ông. Khi qua đời, Reichstein là người đoạt giải Nobel sống lâu nhất, nhưng tới năm 2008 thì bị Rita Levi-Montalcini vượt qua.